# 네로의 실험실
네로의 실험실은 기존 네이버 베스트도전에서 orcking이란 아이디로 연재하다가, 2012년 8월 15일을 끝으로 베스트도전에서 연재하게 되었다. 즉, 정식 웹툰으로 인정받게 되었다. 9월 26일 목요웹툰으로 프롤로그를 올렸으며, 작가 닉네임은 '외눈박이/시현'으로 변경하고 활동하게 되었다.
2013년 10월 29일 기준으로, 현재 목요웹툰 별점순 1위로 좋은 성과를 거두고 있다. 스토리는 한 여인과 과학자의 이룰 수 없는 사랑을 나타냈으며, 깊은 교훈 또는 추상적 의미를 드러내어 나 스스로를 다시 되돌아보게 해주는 만화이며, 이와 같은 만화로서는 <죽음에 관하여>가 있다.

## 참조
1. ↑  링크